# Marc Stendera
Marc Stendera (Kassel, 10 dicembre 1995) è un calciatore tedesco di origine spagnola, centrocampista del St. Pölten.

## Carriera

### Club
Nel 2013 ha esordito in Bundesliga con la maglia dell'Eintracht Francoforte.

### Nazionale
Nel 2012 ha partecipato con la Nazionale Under-17 tedesca agli Europei di categoria, nei quali ha giocato 4 partite segnando anche un gol; l'anno seguente disputa alcune partite amichevoli con le nazionali Under-18 e Under-19. Ha partecipato al Campionato mondiale di calcio Under-20 2015 in Nuova Zelanda dove ha segnato 4 gol.

## Palmarès

### Club

#### Competizioni nazionali
- Coppa di Germania: 1

Eintracht Francoforte: 2017-2018

### Nazionale
- Campionato d'Europa Under-19: 1

2014